# Ateneu Comercial de Lisboa

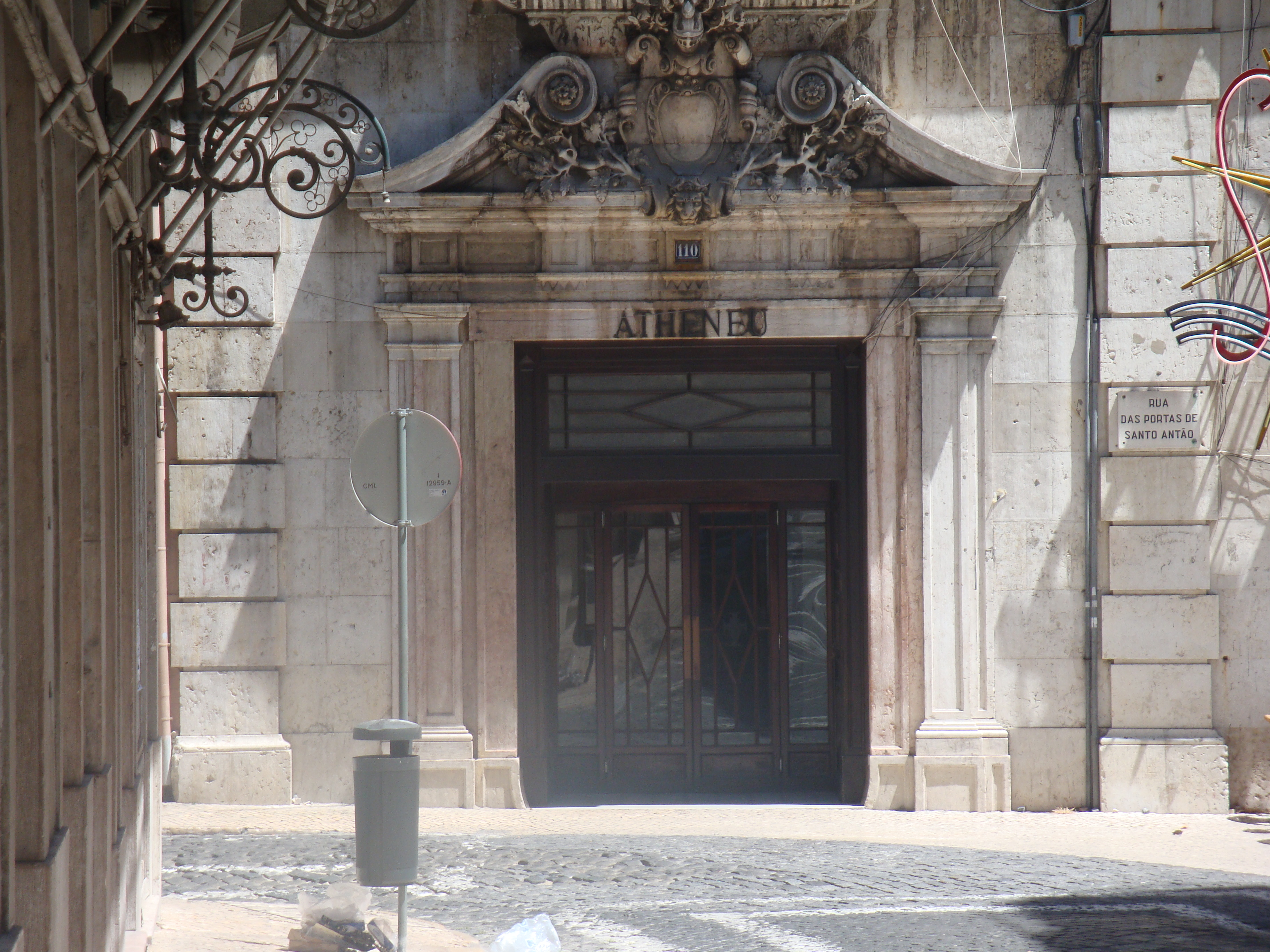
Ateneu Comercial de Lisboa.

O Ateneu Comercial de Lisboa é uma associação cultural com sede atual e atividade em edifício histórico, o Palácio Povolide, situado na Rua das Portas de Santo Antão, na cidade e Distrito de Lisboa, em Portugal.
O Ateneu Comercial de Lisboa desenvolve atualmente um conjunto de atividades, designadamente de Acção Social e Pré-escolar (Passinhos Gigantes), de Xadrez, de Educação Física (Piscina, Artes Marciais e Ginástica), de Formação (Atheneu D’Artes e Ideias, Escola de Medicina Tradicional Chinesa e Universidade Senior - UNISI),  Recreativas (1001 Danças) e de Restauração (Bar Aqua e Elmasseri Habibi - restaurante egípcio).

## História
Foi fundado por um grupo de empregados do comércio em 10 de junho de 1880, ano em que se celebrava o tri-centenário da morte do poeta Luís de Camões.
O carácter eminentemente cultural que os seus fundadores lhe pretenderam imprimir encontra-se patente nas escolhas feitas para o seu estandarte representativo, com a figura do deus Mercúrio, bem como de Luís de Camões para patrono.
A piscina, responsável pelas maiores entradas de dinheiro do Ateneu, fechou em setembro de 2011 devido a problemas estruturais irreversíveis.[carece de fontes?]
O Ateneu Comercial de Lisboa fechou portas em 2012, depois de ter entrado em insolvência — caso que, mais tarde, levantou suspeitas de irregularidades na gestão.[carece de fontes?] Em 2025 o administrador de insolvência foi detido por corrupção pela Polícia Judiciária.

## Palácio dos Condes de Povolide
O Palácio Povolide, ou Palácio dos Condes de Povolide, foi o palácio da Casa de Povolide, onde nomeadamente nasceu o 1.º conde de Povolide e o seu tio 1.º conde de Pontével, que foi um dos Quarenta Conjurados acompanhando seu pai.
A globalidade do Palácio Povolide está atualemente classificado como monumento de interesse público, tendo inicialmente tido esta classificação apenas o piso (n.os 106, 108 e 108A) onde funciona a Cervejaria Solmar.
A primeira referência que se conhece das actuais instalações, remonta a finais do século XVI, como residência dessa família nobre, na então Rua da Anunciada.
O também chamado "Palácio da Anunciada" resistiu ao terramoto de 1755 e foi posteriormente comprado pelo Conde de Burnay, sendo definitivamente adquirido pelo Ateneu em 9 de Outubro de 1926.

### Personalidades
Algumas das personalidades com ligação ao Ateneu Comercial de Lisboa:
- Teófilo Braga
- Manuel de Arriaga
- Bernardino Machado
- Angelina Vidal
- António Augusto de Aguiar
- Constantino José Marques de Sampaio e Melo
- Fradesso da Silveira,
- Gonçalves Crespo
- Heliodoro Salgado
- José Estevão
- José Gregório de Rosa Araújo
- Luciano Cordeiro
- Miguel Bombarda
- Oliveira Martins
- Conde de Arnoso (Bernardo Pinheiro Correia de Melo)
- Rafael Bordalo Pinheiro
- Sebastião de Magalhães Lima
- José Maria de Lima e Nunes
- Alberto Gomes da Costa
- Elysio Augusto dos Santos
- Júlio Alexandre Irwin
- Guilherme Augusto Santa Rita
- José Lima e Nunes
- José Bastos

## Distinções
Pela sua actividade meritória o Ateneu Comercial de Lisboa foi agraciado com diversas distinções como:
- Benemérito da Instituição Popular Nacional, por deliberação do 1º Congresso Pedagógico Português (1908)
- Oficialato da Ordem de Cristo
- Oficialato da Ordem de Instrução e Benemerência.
- Medalha de Ouro da Cidade de Lisboa
- Troféu Olímpico
- Medalha do Mérito Desportivo
- Instituição de Utilidade Pública - por Decreto de 23 de Junho de 1926